# Дюгей, Рон
Рональд Дугай (род. 6 июля 1957, Грейтер-Садбери, Онтарио) — канадский хоккеист и тренер, провёл 12 сезонов в Национальной хоккейной лиге (НХЛ) с 1977 по 1989 год и четыре сезона проработал тренером низшей лиги. Выступал в качестве студийного аналитика во время репортажа MSG Network о «Нью-Йорк Рейнджерс» с 2007 по 2018 год.

## Юношеская карьера
Дугай играл за свой родной город Садбери Вулвз из ХЛО на протяжении всей своей юношеской карьеры, охватывающей период с 1973 по 1977 год. Он был очень ценным игроком для «Вулвз» и одним из лучших бомбардиров команды. Он набрал 134 очка в сезоне 1975/76 ХЛО, что помогло команде выиграть приз зрительских симпатий Hamilton как лучшей команде регулярного сезона и дойти до финала лиги, где они проиграли Hamilton Fincaps в шести матчах.
Дугай был выбран в молодежную сборную страны на чемпионат мира по хоккею среди юниоров 1977 года. Там он забил 1 гол и отдал 4 результативные передачи, набрав в общей сложности 5 очков в 5 матчах, а Канада финишировала на втором месте.

## Карьера

### Нью-Йорк Рейнджерс
Будучи задрафтованным в 1977 году, Дугай сразу перешел из юниорского хоккея в НХЛ, забросив 20 шайб в год своего дебюта. Дугай провел свои первые шесть сезонов в Нью-Йорке, где он был известен как своими длинными волосами и вызывающим поведением, так и своей игрой на льду.
В составе «Рейнджерс» Дугай установил командный рекорд, забив самый быстрый гол в начале игры за 9 секунд 6 апреля 1980 года в матче против «Филадельфия Флайерз». Из-за травм его игра развивалась не так, как хотелось бы, но после игры за сборную Канады в Кубке Канады 1981 года его игра улучшилась, и в 1981-82 годах он возглавил «Рейнджерс», забив 40 шайб. В том же сезоне он сыграл в матче всех звезд НХЛ, представляя «Рейнджерс» в составе команды конференции Уэльса. В 1982-83 годах показатели Дугая снизились, и он забил всего 19 голов. Тренер «Рейнджерс» Херб Брукс поссорился с Дугаем из-за его игры и популярности в ночной жизни Нью-Йорка, и 13 июня 1983 года Дугай, Эдди Мио и Эдди Джонстон были обменяны в «Детройт Ред Уингз» на Вилли Хубера, Марка Осборна и Майка Блейсделла.
Во время работы Дугея в «Рейнджерс» он принимал участие в некоторых планах президента команды Сонни Верблина, направленных на то, чтобы сделать «Рейнджерс» более модными и заметными в Нью-Йорке эпохи диско. Это включает в себя исполнение песни «Hockey Sock Rock», написанной Аланом Тиком. Вокал в песне исполнили Дугуэй, Фил Эспозито, Пэт Хики, Дэйв Мэлони и Джоннии Дэвидсон. Он был выпущен как 45-й, как Platinum Records 1217-75 в 1979 году.[5]

### Детройт Ред Уингз
Играя в «Детройте», карьера Дугая возобновилась, и в 1983-84 годах он был третьим в «Ред Уингз» с 33 голами и вторым в команде с 47 результативными передачами, что поставило его на третье место в общем зачете команды по набранным очкам с 80. В 1984-85 годах он был вторым в «Ред Уингз» в во всех трех категориях, с 38 голами, 51 результативной передачей и 89 набранными очками, лучший атакующий сезон в его карьере. В конце торгов в 1985-86 годах Дугай был обменян в «Питтсбург Пингвинз» на Дуга Шеддена.

### Питтсбург Пингвинз
Дугай сыграл роли всего в двух сезонах в Питтсбурге, и его постановка больше никогда не была такой хорошей, как в Нью-Йорке или Детройте. 21 января 1987 года «Питтсбург» обменял Дугая в его первоначальную команду «Рейнджерс» в обмен на Криса Контоса, воссоединив Дугая с бывшим товарищем по команде, а затем генеральным менеджером «Рейнджерс» Филом Эспозито.

### Возвращение к рейнджерам
Дугай повторно подписал контракт с «Рейнджерс» летом 1987 года.[10] Ближе к концу своего второго пребывания в «Рейнджерс» Дугай впервые был отправлен в молодежную сборную, сыграв две игры с «Колорадо Рейнджерс» в ИГЛ.

### Лос-Анджелес Кингз
После кратковременного возвращения в «Рейнджерс» Дугай завершил свою карьеру в НХЛ в составе «Лос-Анджелес Кингз» в 1988-89 годах. Попытка вернуться в «Торонто Мейпл Лифс» в 1990 го
ду, а также в «Тампа-Бэй Лайтнинг», где Фил Эспозито был генеральным менеджером в 1992 году, не увенчались успехом.

## Карьера игрока и тренера в низшей лиге

### Чайки из Сан-Диего
Карьера Дугая продолжалась в низших лигах в течение нескольких лет после его последнего сезона в НХЛ. В сезоне 1989/90 он сыграл 22 матча в Европе за «Мангейм ЭРК» (немецкая бундеслига), затем вернулся в Соединенные Штаты, где провел два сезона в ИГЛ с «Сан-Диего Гуллз». После сезона 1991/92 он вышел на пенсию, но три года спустя снова возобновил игру за «Сан-Диего Гуллз», которые теперь были членами ХЛЗП. Дугай объяснил, что его вдохновило вернуться в хоккей, чтобы помочь тогдашней команде, страдавшей от травм; он также сказал что хотел чтобы его дети, которые были слишком малы увидели его в действии в НХЛ.
Дугай закончил сезон 1995/96 в составе «Гуллз», забив восемь голов и отдав девять результативных передач всего в 12 матчах. В течение следующих двух сезонов Дугай сыграл всего в пяти матчах за «Чайки». В 1998-99 годах он перешел в «Джексонвилл Лизард Кингз» (ХЛЗП), но отыграл всего одну игру, прежде чем начать свою вторую отставку.

### Джексонвилльские барракуд
В 2003 году он присоединился к «Джексонвилл Барракудас», затем выступал в хоккейной лиге Атлантического побережья. Дугай провел шесть матчей в качестве нападающего «Барракудас», затем занял пост главного тренера команды. В сезоне 2003—2004 годов Дугай привел «Барракудас», ныне выступающих во 2-й лиге Всемирной хоккейной ассоциации, к лучшему результату лиги и чемпионству в плей-офф. В 2004 году «Барракудас» присоединились к недавно созданной Южной профессиональной хоккейной лиге. С Дугаем в качестве тренера общий рекорд «Барракудас» за 31⁄4 сезона составил 92-92-0-3 при счете 6-3 в плей-офф.
Дугай подал в отставку с поста тренера после неудачного сезона 2005/06, в котором более 50 различных игроков покинули команду, завершившуюся со счетом 15-39-0-2. После своей отставки он сказал газете Florida Times-Union, что «устал».

## Постхоккейная карьера
С 2007 по 2018 год Дугай был аналитиком телевизионных репортажей MSG Network о матчах «Рейнджерс», также регулярно появляясь в еженедельном выпуске MSG Hockey Night Live! программа. Контракт Дугая с MSG истек в 2018 году и не был продлен.
21 и 22 марта 2009 года, почти через шесть лет после своей последней профессиональной игры, Дугай сыграл две игры в ВПХЛ, по одной игре с «Бруклин Эйсес» и «Джерси Рокхопперс», чтобы собрать деньги для фонда «Сад грез», некоммерческой организации, связанной с Мэдисон-сквер-Гарден.Дугай подписал отказ и сыграл свою игру с «Бруклин Эйсз» без шлема, что позволило его волосам свободно распускаться, как это было, когда он играл в НХЛ. За 37 секунд до конца основного времени он ассистировал в решающем голе, но «Эйс» проиграли со счетом 4:3 в овертайме.
В 2009 году Дугай участвовала в первом сезоне соревнований по фигурному катанию «Битва клинков» на телеканале CBC в партнерстве с Барбарой Андерхилл. Благотворительной организацией, в которой он выступал, была World Vision Canada.[20]
«Садбери Вулвз» сняли его футболку.
В книге 2009 года «100 великих рейнджеров» авторы поставили Дугая на 49-е место за все время из 901 «Нью-Йорк Рейнджерс», которые играли в течение первых 82 сезонов команды.
В канун Нового 2011 года Дугай принял участие в зимнем классическом матче выпускников 2012 года, в котором легенды «Рейнджерс» сразились с легендами «Филадельфия Флайерз». Менее чем за две минуты до начала игры Дюгай совершил прорыв к воротам великого Берни Парента из «Флайер» и, проявив класс, аккуратно отправил шайбу в щитки 65-летнего вратаря.

## Личная жизнь
В НХЛ Дугай был известен своими длинными вьющимися волосами, которые развевались у него за спиной, когда он катался без шлема. Он и его товарищи по команде Фил Эспозито, Дэйв Мэлони и Андерс Хедберг снялись в телевизионной рекламе дизайнерских джинсов Sasson.
1 декабря 1983 года Дугай женился на калифорнийской модели Робин Бобо; у пары родились две дочери, прежде чем брак закончился разводом. В 1990-х годах он женился на бывшей фотомодели Ким Алексис. После женитьбы на Алексис Дугай переехал в Понте-Ведра-Бич, штат Флорида. Пара развелась в 2016 году.
Slate (журнал) и другие публикации в 2022 году назвали его «предполагаемым кавалером» бывшего губернатора Аляски и кандидата в вице-президенты 2008 года Сары Пэйлин. В феврале 2022 года Дугай подтвердил, что пара действительно встречается. В январе 2022 года Дугай был замечен обедающим на открытом воздухе с Пэйлин в ресторане Elio’s на Второй авеню в Верхнем Ист-Сайде Нью-Йорка. Недавно у Пэйлин был положительный результат теста на Covid-19. Предположительно, Дугай напал на фотографа после того, как фотограф усомнился в опасности находиться в компании Пэйлин после ее положительного диагноза.